# Ochibori
Ochibori (jap. 落掘川 Ochibori-gawa) – rzeka w prefekturze Osaka w Japonii. 
Według japońskiej klasyfikacji rzek, należy do klasy pierwszej. Początek rzeki w mieście Fujiidera, wpada do rzeki Higashiyoke w mieście Matsubara. Przez prawie całą swoją długość płynie wzdłuż lewego brzegu rzeki Yamato.